# Naturschutzgebiet Unterlauf des Krummeckesiepens
Das Naturschutzgebiet Unterlauf des Krummeckesiepens mit 5,9 ha Flächengröße liegt nördlich von Bainghausen bzw. Westenfeld (Sundern) im Stadtgebiet von Sundern und im Hochsauerlandkreis. Das Gebiet wurde 2019 mit dem Landschaftsplan Sundern durch den Kreistag des Hochsauerlandkreises als Naturschutzgebiet (NSG) ausgewiesen. Vorher war das Gebiet als Teil vom Landschaftsschutzgebiet Sundern ausgewiesen. Das NSG ist von Fichtenwald umgeben der zum Landschaftsschutzgebiet Sundern gehört.

## Beschreibung
Beim NSG handelt es sich um den Unterlauf des Krummeckesiepens und angrenzender Bergunterhänge. Die Krummecke verläuft im NSG in einer flachen, bewaldeten Talmulde. Die Talmulde ist teilweise großflächig versumpft. Die quellig durchsickerten und versumpften Bereiche sind Erlen bewachsen. An den Bergunterhänge befinden sich Eichenwaldbestände. Im nördlichen NSG-Bereich liegt ein quelliger und verfichteter Bereich. Der Krummeckebachlauf weist Mäandern, Steil- und Flachufern, Unterspülungen und Kiesbänken auf.

## Schutzzweck
Laut Landschaftsplan erfolgte die Ausweisung zum:
- „Schutz, Erhaltung und Optimierung eines naturnahen Mittelgebirgsbachabschnittes und seiner Lebensgemeinschaften.“
- „Das NSG dient auch der nachhaltigen Sicherung von besonders schutzwürdigen Lebensräumen nach § 30 BNatschG und Vorkommen seltener Tier- und Pflanzenarten.“[1]

## Entwicklungsmaßnahme
Im Landschaftsplan wurde als zusätzliche Entwicklungsmaßnahme festgeschrieben:
„Vorhandenes und auflaufendes Nadelholz – auch Fichtennaturverjüngung – ist zu entfernen (§ 26 LG).“